# Charles McBurney (Mediziner)

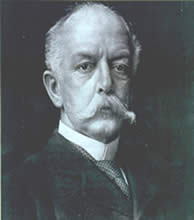
Charles McBurney

Charles McBurney (* 17. Februar 1845 in Roxbury, Massachusetts; † 7. November 1913 in Brookline, Massachusetts) war ein US-amerikanischer Chirurg, der vor allem als Pionier bei der Diagnostik und Behandlung der Appendizitis („Blinddarmentzündung“) bekannt ist.
Nach dem Medizinstudium in Harvard (bis 1866) und Erwerb des Doktortitels in New York (1870) unternahm er eine Studienreise nach Europa. Danach war er als Chirurg und Professor dieses Fachs wieder in New York tätig, wo seine Klinik schnell Weltgeltung erlangte.
McBurney veröffentlichte 1889 vor der New York Surgical Society seinen klassischen Bericht über frühzeitiges operatives Eingreifen bei der Appendizitis. Er beschrieb die Stelle des stärksten Schmerzes im rechten Unterbauch, die seither als McBurney-Punkt bekannt ist. Im Jahr 1894 publizierte er den Wechselschnitt. Im Jahr 1892 hatte McBurney die ersten Duodenocholedochotomien zur Entfernung von Konkrementen vor der Papilla duodeni major durchgeführt.

## Veröffentlichungen (Auswahl)
- Experience with early operative interference in cases of disease of the vermiform appendix. In: New York Medical Journal. Band 50, 1889, S. 676–684.
- The incision made in the abdominal wall in cases of appendicitis, with a description of a new method operating. In: Ann. Surg. Band 20, 1894, S. 38 ff.